# Giải vô địch bóng đá châu Âu 2016 (vòng loại bảng F)
Dưới đây là kết quả các trận đấu trong khuôn khổ bảng F – vòng loại giải vô địch bóng đá châu Âu 2016. Bảng F bao gồm sáu đội: Hy Lạp, Hungary, România, Phần Lan, Bắc Ireland, và Quần đảo Faroe, thi đấu trong hai năm 2014 và 2015, theo thể thức lượt đi-lượt về, vòng tròn tính điểm, lấy hai đội đầu bảng tham gia vòng chung kết.

## Bảng xếp hạng
| VT | Đội            | ST | T | H | B | BT | BB | HS  | Đ  | Giành quyền tham dự               |     | Bắc Ireland | România | Hungary | Phần Lan | Quần đảo Faroe | Hy Lạp |
| -- | -------------- | -- | - | - | - | -- | -- | --- | -- | --------------------------------- | --- | ----------- | ------- | ------- | -------- | -------------- | ------ |
| 1  | Bắc Ireland    | 10 | 6 | 3 | 1 | 16 | 8  | +8  | 21 | Giành quyền vào vòng chung kết    |     | —           | 0–0     | 1–1     | 2–1      | 2–0            | 3–1    |
| 2  | România        | 10 | 5 | 5 | 0 | 11 | 2  | +9  | 20 | Giành quyền vào vòng chung kết    |     | 2–0         | —       | 1–1     | 1–1      | 1–0            | 0–0    |
| 3  | Hungary        | 10 | 4 | 4 | 2 | 11 | 9  | +2  | 16 | Giành quyền vào trận tranh vé vớt |     | 1–2         | 0–0     | —       | 1–0      | 2–1            | 0–0    |
| 4  | Phần Lan       | 10 | 3 | 3 | 4 | 9  | 10 | −1  | 12 |                                   |     | 1–1         | 0–2     | 0–1     | —        | 1–0            | 1–1    |
| 5  | Quần đảo Faroe | 10 | 2 | 0 | 8 | 6  | 17 | −11 | 6  |                                   | 1–3 | 0–3         | 0–1     | 1–3     | —        | 2–1            |        |
| 6  | Hy Lạp         | 10 | 1 | 3 | 6 | 7  | 14 | −7  | 6  |                                   | 0–2 | 0–1         | 4–3     | 0–1     | 0–1      | —              |        |

## Các trận đấu
Lịch thi đấu của bảng F đã được quyết định sau cuộc họp tại Nice, Pháp vào ngày 23 tháng 2 năm 2014. Giờ địa phương là CET/CEST, như được liệt kê bởi UEFA (giờ địa phương trong ngoặc đơn).
| Hungary     | 1–2      | Bắc Ireland                  |
| ----------- | -------- | ---------------------------- |
| Priskin 75' | Chi tiết | McGinn 81' · K. Lafferty 88' |

| Quần đảo Faroe | 1–3      | Phần Lan                         |
| -------------- | -------- | -------------------------------- |
| Holst 41'      | Chi tiết | Riski 53', 78' · R. Eremenko 82' |

| Hy Lạp | 0–1      | România            |
| ------ | -------- | ------------------ |
|        | Chi tiết | Marica 10' (ph.đ.) |

| România     | 1–1      | Hungary       |
| ----------- | -------- | ------------- |
| Rusescu 45' | Chi tiết | Dzsudzsák 82' |

| Phần Lan  | 1–1      | Hy Lạp      |
| --------- | -------- | ----------- |
| Hurme 55' | Chi tiết | Karelis 24' |

| Bắc Ireland                  | 2–0      | Quần đảo Faroe |
| ---------------------------- | -------- | -------------- |
| McAuley 6' · K. Lafferty 20' | Chi tiết |                |

| Quần đảo Faroe | 0–1      | Hungary    |
| -------------- | -------- | ---------- |
|                | Chi tiết | Szalai 21' |

| Phần Lan | 0–2      | România         |
| -------- | -------- | --------------- |
|          | Chi tiết | Stancu 54', 83' |

| Hy Lạp | 0–2      | Bắc Ireland               |
| ------ | -------- | ------------------------- |
|        | Chi tiết | Ward 9' · K. Lafferty 51' |

| Hy Lạp | 0–1      | Quần đảo Faroe |
| ------ | -------- | -------------- |
|        | Chi tiết | Edmundsson 61' |

| Hungary  | 1–0      | Phần Lan |
| -------- | -------- | -------- |
| Gera 84' | Chi tiết |          |

| România       | 2–0      | Bắc Ireland |
| ------------- | -------- | ----------- |
| Papp 74', 79' | Chi tiết |             |

| Bắc Ireland          | 2–1      | Phần Lan    |
| -------------------- | -------- | ----------- |
| K. Lafferty 33', 38' | Chi tiết | Sadik 90+1' |

| România    | 1–0      | Quần đảo Faroe |
| ---------- | -------- | -------------- |
| Keșerü 21' | Chi tiết |                |

| Hungary | 0–0      | Hy Lạp |
| ------- | -------- | ------ |
|         | Chi tiết |        |

| Phần Lan | 0–1      | Hungary     |
| -------- | -------- | ----------- |
|          | Chi tiết | Stieber 82' |

| Quần đảo Faroe             | 2–1      | Hy Lạp               |
| -------------------------- | -------- | -------------------- |
| Hansson 32' · B. Olsen 70' | Chi tiết | Papastathopoulos 84' |

| Bắc Ireland | 0–0      | România |
| ----------- | -------- | ------- |
|             | Chi tiết |         |

| Quần đảo Faroe | 1–3      | Bắc Ireland                        |
| -------------- | -------- | ---------------------------------- |
| Edmundsson 36' | Chi tiết | McAuley 12', 71' · K. Lafferty 75' |

| Hy Lạp | 0–1      | Phần Lan       |
| ------ | -------- | -------------- |
|        | Chi tiết | Pohjanpalo 75' |

| Hungary | 0–0      | România |
| ------- | -------- | ------- |
|         | Chi tiết |         |

| Phần Lan       | 1–0      | Quần đảo Faroe |
| -------------- | -------- | -------------- |
| Pohjanpalo 23' | Chi tiết |                |

| Bắc Ireland       | 1–1      | Hungary     |
| ----------------- | -------- | ----------- |
| K. Lafferty 90+3' | Chi tiết | Guzmics 74' |

| România | 0–0      | Hy Lạp |
| ------- | -------- | ------ |
|         | Chi tiết |        |

| Hungary       | 2–1      | Quần đảo Faroe |
| ------------- | -------- | -------------- |
| Böde 63', 71' | Chi tiết | Jakobsen 11'   |

| Bắc Ireland                   | 3–1      | Hy Lạp       |
| ----------------------------- | -------- | ------------ |
| Davis 35', 58' · Magennis 49' | Chi tiết | Aravidis 87' |

| România     | 1–1      | Phần Lan       |
| ----------- | -------- | -------------- |
| Hoban 90+1' | Chi tiết | Pohjanpalo 67' |

| Quần đảo Faroe | 0–3      | România                       |
| -------------- | -------- | ----------------------------- |
|                | Chi tiết | Budescu 4', 45+1' · Maxim 83' |

| Phần Lan     | 1–1      | Bắc Ireland  |
| ------------ | -------- | ------------ |
| Arajuuri 87' | Chi tiết | Cathcart 31' |

| Hy Lạp                                                    | 4–3      | Hungary                           |
| --------------------------------------------------------- | -------- | --------------------------------- |
| Stafylidis 5' · Tachtsidis 57' · Mitroglou 79' · Kone 86' | Chi tiết | Lovrencsics 26' · Németh 55', 75' |

## Danh sách cầu thủ ghi bàn
7 bàn
- Kyle Lafferty

3 bàn
- Joel Pohjanpalo
- Gareth McAuley

2 bàn
- Joán Símun Edmundsson
- Riku Riski
- Dániel Böde
- Krisztián Németh
- Steven Davis
- Constantin Budescu
- Paul Papp
- Bogdan Stancu

1 bàn
- Hallur Hansson
- Christian Holst
- Róaldur Jakobsen
- Brandur Olsen
- Paulus Arajuuri
- Roman Eremenko
- Jarkko Hurme
- Berat Sadik
- Christos Aravidis
- Nikolaos Karelis
- Panagiotis Kone
- Konstantinos Mitroglou

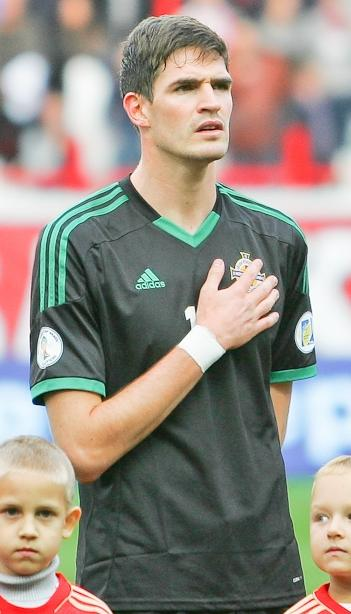
Tiền đạo Bắc Ireland Kyle Lafferty dẫn đầu danh sách với 7 bàn thắng

- Sokratis Papastathopoulos
- Kostas Stafylidis
- Panagiotis Tachtsidis
- Balázs Dzsudzsák
- Zoltán Gera
- Richárd Guzmics
- Gergő Lovrencsics
- Tamás Priskin
- Zoltán Stieber
- Ádám Szalai
- Craig Cathcart
- Josh Magennis
- Niall McGinn
- Jamie Ward
- Ovidiu Hoban
- Claudiu Keșerü
- Ciprian Marica
- Alexandru Maxim
- Raul Rusescu

## Kỷ luật
Một cầu thủ được tự động bị treo giò trận tới những tội sau đây:
- Nhận thẻ đỏ (hệ thống treo thẻ đỏ có thể được mở rộng cho tội phạm nghiêm trọng)
- Nhận ba thẻ vàng trong ba trận đấu khác nhau, cũng như sau khi thứ năm và bất kỳ thẻ vàng sau (hệ thống treo thẻ vàng được chuyển sang vòng play-off, nhưng không phải là trận chung kết hoặc bất kỳ trận đấu quốc tế khác trong tương lai)

Các hệ thống treo sau đã (hoặc sẽ) phục vụ trong các trận đấu vòng loại:
| Đội            | Cầu thủ               | Vi phạm | Bị treo giò trận đấu                   |
| -------------- | --------------------- | --- | -------------------------------------- |
| Quần đảo Faroe | Hallur Hansson        | v Phần Lan (7 tháng 9 năm 2014) · v Hungary (14 tháng 10 năm 2014) · v Hy Lạp (14 tháng 11 năm 2014)           | v România (29 tháng 3 năm 2015)        |
| Quần đảo Faroe | Hallur Hansson        | v Bắc Ireland (4 tháng 9 năm 2015) · v Phần Lan (7 tháng 9 năm 2015)                                           | v Hungary (8 tháng 10 năm 2015)        |
| Quần đảo Faroe | Atli Gregersen        | v Hungary (14 tháng 10 năm 2014) · v Hy Lạp (14 tháng 11 năm 2014) · v Hy Lạp (13 tháng 6 năm 2015) ·          | v Bắc Ireland (4 tháng 9 năm 2015)     |
| Quần đảo Faroe | Atli Gregersen        | v Hungary (8 tháng 10 năm 2015)                                                                                | vs România (11 tháng 10 năm 2015)      |
| Quần đảo Faroe | Joán Símun Edmundsson | v Bắc Ireland (4 tháng 9 năm 2015)                                                                             | v Phần Lan (7 tháng 9 năm 2014)        |
| Quần đảo Faroe | Fróði Benjaminsen     | v Hungary (14 tháng 10 năm 2014) · v Hy Lạp (13 tháng 6 năm 2015) · v Phần Lan (7 tháng 9 năm 2015)            | v Hungary (8 tháng 10 năm 2015)        |
| Quần đảo Faroe | Brandur Olsen         | v Hy Lạp (14 tháng 11 năm 2014) · v Hy Lạp (13 tháng 6 năm 2015) · v Phần Lan (7 tháng 9 năm 2015)             | v Hungary (8 tháng 10 năm 2015)        |
| Phần Lan       | Alexander Ring        | v România (14 tháng 10 năm 2014)                                                                               | v Hungary (14 tháng 11 năm 2014)       |
| Phần Lan       | Tim Sparv             | v Hy Lạp (11 tháng 10 năm 2014) · v Hungary (13 tháng 6 năm 2015) · v Quần đảo Faroe (7 tháng 9 năm 2015)      | v România (8 tháng 10 năm 2015)        |
| Phần Lan       | Markus Halsti         | v Hungary (13 tháng 6 năm 2015) · v Quần đảo Faroe (7 tháng 9 năm 2015) · v România (8 tháng 10 năm 2015)      | v Bắc Ireland (11 tháng 10 năm 2015)   |
| Phần Lan       | Përparim Hetemaj      | v Quần đảo Faroe (7 tháng 9 năm 2014) · v Hy Lạp (11 tháng 10 năm 2014) · v România (8 tháng 10 năm 2015)      | v Bắc Ireland (11 tháng 10 năm 2015)   |
| Hy Lạp         | Vasilis Torosidis     | v România (7 tháng 9 năm 2014) · v Phần Lan (11 tháng 10 năm 2014) · v Quần đảo Faroe (13 tháng 6 năm 2015)    | v Phần Lan (4 tháng 9 năm 2015)        |
| Hy Lạp         | Kostas Manolas        | v România (7 tháng 9 năm 2014) · vs Quần đảo Faroe (14 tháng 11 năm 2014) · vs România (7 tháng 9 năm 2015)    | vs Bắc Ireland (8 tháng 10 năm 2015)   |
| Hungary        | Ákos Elek             | v Rômania (11 tháng 10 năm 2014) · v Phần Lan (14 tháng 11 năm 2014) · v Hy Lạp (29 tháng 3 năm 2015)          | v Phần Lan (13 tháng 6 năm 2015)       |
| Hungary        | Zoltán Gera           | v Rômania (11 tháng 10 năm 2014) · v Quần đảo Faroe (14 tháng 10 năm 2014) · vs Phần Lan (13 tháng 6 năm 2015) | v Rômania (4 tháng 9 năm 2015)         |
| Hungary        | Dániel Tőzsér         | v Rômania (11 tháng 10 năm 2014) · v Phần Lan (14 tháng 11 năm 2014) · v Rômania (4 tháng 9 năm 2015)          | v Bắc Ireland (7 tháng 9 năm 2015)     |
| Hungary        | Leandro               | v Hy Lạp (29 tháng 3 năm 2015) · v România (4 tháng 9 năm 2015) · v Bắc Ireland (7 tháng 9 năm 2015)           | v Quần đảo Faroe (8 tháng 10 năm 2015) |
| Bắc Ireland    | Jonny Evans           | v Azerbaijan (11 tháng 10 năm 2013)                                                                            | v Hungary (7 tháng 9 năm 2014)         |
| Bắc Ireland    | Chris Baird           | v Hungary (7 tháng 9 năm 2015)                                                                                 | v Hy Lạp (8 tháng 10 năm 2015)         |
| Bắc Ireland    | Kyle Lafferty         | v Hy Lạp (14 tháng 10 năm 2014) · v România (14 tháng 11 năm 2014) · v Hungary (7 tháng 9 năm 2015)            | v Hy Lạp (8 tháng 10 năm 2015)         |
| Bắc Ireland    | Conor McLaughlin      | v România (14 tháng 11 năm 2014) · v Quần đảo Faroe (4 tháng 9 năm 2015) · v Hungary (7 tháng 9 năm 2015)      | v Hy Lạp (8 tháng 10 năm 2015)         |
| România        | Ciprian Marica        | v Hy Lạp (7 tháng 9 năm 2014)                                                                                  | v Hungary (11 tháng 10 năm 2014)       |
| România        | Mihai Pintilii        | v Hy Lạp (7 tháng 9 năm 2014) · v Bắc Ireland (14 tháng 11 năm 2014) · v Bắc Ireland (13 tháng 6 năm 2015)     | v Hungary (4 tháng 9 năm 2015)         |
| România        | Alexandru Chipciu     | v Hungary (11 tháng 10 năm 2014) · v Bắc Ireland (14 tháng 11 năm 2014) · v Hungary (4 tháng 9 năm 2015)       | v Hy Lạp (7 tháng 9 năm 2015)          |